# 人導法
人導法（英語：Sighted Guide Techniques）是一項關於如何提供安全有效引導視覺障礙者的人力協助技巧，屬於定向行動技能其中一環。視覺障礙者，尤其是尚未建立獨立行動能力者，或是中途失明者，接受他人引導於室內外移動，會是較安全的選擇，同時也能建立視障者對環境的概念，提升安全感。
提供引導協助的人通常稱為「引導者」，引導技巧及相關注意事項對引導者及視障者均有其該留意的重點，引導者可能是定向行動訓練師、視障者家人或朋友、學校教師、社福單位工作者，甚至路人或其他視障者。
人導法施行技巧以受過專業訓練的定向行動訓練師指導之內涵為參考依據，以下分述執行要領：

## 前置作業
在動作之前，先出聲以口頭詢問視障者是否需要協助。避免未出聲就碰觸視障者身體部位導致視障者受驚嚇，或有不被尊重的感受。確認視障者有聽到詢問並取得其同意後，引導者才能有進一步引導動作。
關於人導法如何執行，台灣衛福部製作宣導影片，以口訣「問、拍、引、報」推廣於大眾，其中第一項「問」就是首先要執行的前置作業。
另一項前置作業是由視障相關專業機構提供人導法之訓練，例如：校園宣導、志工培訓課程、視障學生助理員培訓、大眾運輸單位員工進修培訓......等等。事先學習如何引導視障人士，於有需要時可派上用場，避免手忙腳亂。

## 引導姿勢
有關人導法之引導姿勢，依引導者及被引導者之相對身高，有以下三種：
1. 握臂式：用於引導者及視障者之相對身高落差不大，視障者接受引導之手的位置能以L型約90度姿勢並握穩引導者。
2. 扶肩式：用於引導者之身高較視障者矮小許多之情況，視障者無法順利以接受引導之手握穩引導者，改將手扶在引導者肩上。具體例子：視障成年人接受身材矯小之人或孩童引導。
3. 握腕式：用於引導者之身高較視障者高大許多之情況，視障者無法順利以接受引導之手握穩引導者，改握住引導者手腕。具體例子：成年人引導較年幼之孩童。

- 建立關係 引導者詢問視障者要以哪一手接受引導，確認後，引導者以手背輕碰視障者表示要接受引導的該手手背，視障者接收到提示動作，順著引導者手背往上找到其手肘略上方的位置，以虎口正握握穩引導者上臂近手肘處。
- 引導者之姿勢 引導者引導之手放鬆下垂但不任意晃動，在身側自然下垂即可。引導者在前與視障者維持約半步距離，此時引導者站在視障者之左或右前方。
- 被引導者（視障者）之姿勢 以虎口握穩引導者之上臂近手肘處，接受引導之手呈L型約90度，與引導者維持約半步距離，此時視障者站在引導者之左或右後方。
- 結束關係 引導者給予口頭明確告知「到了」或其他明確可結束引導動作之提示，並且引導者引導之手臂做出扭轉動作，除了口頭告知以外，結合動作提示給予視障者更明確的結束關係提醒。
- 暫時中斷引導關係 與前述結束關係要領相仿，引導者給予口頭明確告知「先中斷」或其他視障者能理解之提示，引導者引導之手臂做出扭轉動作，待需要重新建立引導關係時，再執行上述建立關係之動作。

## 因應情境及需求之動作要領
- 直行：引導者及視障者均以一般速度行走，避免突然忽左忽右切換方向，若需閃避人潮則改施以窄道通行動作進行。
- 轉彎、斜坡：較一般步行速度放慢，引導者給予口頭提醒。
- 入座：引導者告知視障者座椅形式，例如：有無靠背、沙發或板凳材質，是否有桌面......等等，引導者引導視障者找到椅面處，讓視障者自行檢查椅面後自行人座。
- 窄道通行：引導者告知視障者人潮眾多或其他通行空間較窄的情境，引導者將引導之手置於自己身後，與視障者形成一前一後之動作，視障者則將原本握住引導者近手肘處向下移至引導者之手腕處，仍以虎口握穩，與引導者維持約一步距離，避免踩踏到引導者之後腳跟。此技巧常用於人潮眾多情境、商店陳列架之間走道、沒有人行道之路邊行走......等等。
- 換邊：引導者或視障者表示要更換引導及接受引導之手，分為「靜止換邊」及「行進中換邊」
  - 「靜止換邊」為二人均暫停腳步，方式有二：
    1. 引導者先與視障者中斷關係，改站到視障者另一側重新建立關係，完成換邊動作；
    2. 視障者另一手握住引導者引導之上臂近手肘處，原接受引導之手順著引導者背部平行移至引導者另一側手臂位置，另一手跟上，完成換邊動作。

  - 「行進中換邊」為二人邊行進邊執行換邊動作，通常是上述靜止換邊之第(2)項方式執行。行進中換邊需事先確認雙方對換邊動作已達熟練再執行較為安全。
- 換向：用於行進方向180度改變時，引導者與視障者暫時中斷關係，二人同時向後轉，此時再重新建立引導關係。此技巧常用於進出電梯或車廂。
- 非連續落差處理：引導者提前口頭告知視障者即將遇到落差，例如：門檻、人行道、騎樓。引導者於落差邊緣暫停腳步，以引導之手引導視障者腳步靠近落差邊緣，此時二人腳步平行對齊，引導者先上或下落差，視障者跟著上或下，引導者完成落差處理後再度暫停腳步，提示視障者已完成處理落差。
- 上階梯：引導者提前口頭告知視障者即將遇到向上階梯，並告知階梯形式，如：直線型三段式、轉折型兩段式、轉彎迴旋型樓梯，確認視障者是否需要扶手或靠牆邊，當引導者走至階梯起始端點，暫停腳步，以引導之手引導視障者腳步靠近階邊，視需要引導視障者找到扶手處，完成預備動作。接著引導者先步上一階，視障者跟著引導者連續上階梯，當引導者腳步到達結束處，暫停腳步並口頭告知「到了」，提示視障者再步上一階即完成，待視障者也步上結束處後，引導者再繼續行進。
- 下階梯：引導者提前口頭告知視障者即將遇到向下階梯，並告知階梯形式，如：直線型三段式、轉折型兩段式、轉彎迴旋型樓梯，確認視障者是否需要扶手或靠牆邊，當引導者走至階梯起始端點，暫停腳步，以引導之手引導視障者腳步靠近階邊，視需要引導視障者找到扶手處，完成預備動作。接著引導者先步下一階，視障者跟著引導者連續下階梯，當引導者腳步到達結束處，暫停腳步並口頭告知「到了」，提示視障者再步下一階即完成，待視障者也步上結束處後，引導者再繼續行進。
- 階距不等之階梯：引導者告知視障者會遇到階距不等之階梯，採行每階分別處理之方式，常見於戶外步道或郊區。
- 搭乘向上手扶梯：引導者提前口頭告知視障者即將遇到向上手扶梯，到達起點處，引導者引導視障者找到手扶梯扶手位置，令其感受扶手滑動速度，確認後再往前踏上手扶梯，視障者若攜帶白手杖，則先將白手杖以手指扣好再扶穩扶手。引導者站在視障者與握穩扶手相對之另一側，同樣握穩扶手站於踏階上。即將抵達手扶梯結束處，視障者感受扶手變化，待踏階變平面時，跟著引導者跨出腳步離開手扶梯。
- 搭乘向下手扶梯：引導者提前口頭告知視障者即將遇到向下手扶梯，其他要領同前項向上手扶梯之要領。
- 搭乘電梯：引導者告知視障者預備搭電梯，進出車廂留意視障者避免碰撞電梯門框，若為同一道門進出，則執行換向動作；若電梯門在其在方向，則不中斷引導動作，待到達樓層即順勢引導出車廂。
- 搭乘大眾運輸：
  1. 搭乘自用小客車：引導者開門，引導視障者以一手找到座位處，並引導視障者以手探測門框高度，避免頭部碰撞，待視障者進入車內坐妥後，引導者再關車門。視障者下車時，同樣以手探測門框高度，或輔以上身保護法避免頭部碰撞。
  2. 搭乘捷運：引導視障者進入車廂，座位以接近車門較合適，若無座位需站立，則引導視障者找到扶手或側板位置，令其握穩站立。
  3. 搭乘火車：引導視障者進入車廂，留意列車與月台高度落差，引導視障者找到車門邊，扶穩上下階進出車廂。若視障者搭配使用白手杖探測會更安全。
  4. 搭乘公車：引導視障者上下公車均先找到車門邊扶手位置，並協助引導視障者找到刷票機或投幣口，視障者搭乘公車以前門上下車為宜，故座位範圍和扶手站立位置也以前門為優先考量，若從後門上下車，引導者要更加留意駕駛員和路況。視障者若能輔以使用白手杖探測則更加安全。

## 相關探討
- 關於引導姿勢 部份人士認為應以「扶肩式」或其他動作執行，相關依據需要專業討論佐證，避免流於主觀。
- 關於引導人數 部份人士認為可以「一人引導兩人以上之視障者」，綜觀相關專業書籍及定向行動訓練影片內容，均以「一人引導一人」為原則，故關於引導人數需要各方再討論以集結共識。[8][9]

## 總結
視覺障礙者接受他人引導，若對方能以安全方式提供引導協助，或視障者本身能夠透過合宜互動讓對方知道如何安全引導自己，對引導者及視障者雙方都會是安全自在的互動經驗。